# Figueiró da Granja
Figueiró da Granja é uma povoação portuguesa sede da Freguesia de Figueiró da Granja do Município de Fornos de Algodres, na antiga província da Beira Alta, região do Centro e sub-região da Serra da Estrela, freguesia com 11,68 km² de área e 344 habitantes 
(censo de 2021), tendo, por isso, uma densidade populacional de 29,5 hab./km².
Foi vila e sede de concelho entre o século XV e 1836. Era constituído por uma freguesia e tinha, em 1801, 596 habitantes.
Aldeia situada nas proximidades da margem direita do rio Mondego, a cerca de 6 quilómetros da sede do município - Fornos de Algodres - e tendo como ponto mais alto o alto de Santiago, a 614 metros de altitude.
Pertence à rede de Aldeias de Montanha.

Grupos etários em 2001, 2011 e 2021					
				
| Nº de habitantes | Nº de habitantes | Nº de habitantes | Nº de habitantes | Nº de habitantes | Nº de habitantes | Nº de habitantes | Nº de habitantes | Nº de habitantes | Nº de habitantes | Nº de habitantes | Nº de habitantes | Nº de habitantes | Nº de habitantes | Nº de habitantes | Nº de habitantes | Nº de habitantes |      |
| ---------------- | ---------------- | ---------------- | ---------------- | ---------------- | ---------------- | ---------------- | ---------------- | ---------------- | ---------------- | ---------------- | ---------------- | ---------------- | ---------------- | ---------------- | ---------------- | ---------------- | ---- |
| Censo            | 1823             | 1864             | 1878             | 1890             | 1900             | 1911             | 1920             | 1930             | 1940             | 1950             | 1960             | 1970             | 1981             | 1991             | 2001             | 2011             | 2021 |
| Habit            | 490              | 711              | 786              | 847              | 874              | 779              | 790              | 815              | 820              | 847              | 689              | 622              | 606              | 546              | 471              | 414              | 344  |
| Varº             |                  | +11%             | +8%              | +3%              | -11%             | +1%              | +3%              | +1%              | +3%              | -19%             | -10%             | -3%              | -10%             | -14%             | -12%             | -17%             |      |

|     | 0-14 anos      | 15-24 anos     | 25-64 anos        | 65 e + anos       |
| Hab | 56 \| 47 \| 30 | 68 \| 43 \| 27 | 227 \| 194 \| 171 | 120 \| 130 \| 116 |
| Var | -16% \| -36%   | -37% \| -37%   | -15% \| -12%      | +8% \| -11%       |

## Património
Os edifícios públicos mais importantes são a igreja paroquial, as capelas e a escola primária. Destaque, igualmente, para o Pelourinho Manuelino, para a "cruzinha", para as várias sepulturas antropomórficas e para alguns símbolos associados ao cripto-judaísmo. Referência especial para o Castro de Santiago, vestígio remoto do Calcolítico. Para além do seu valor patrimonial, é um miradouro absolutamente fantástico.

### Igreja paroquial ou de Nossa Senhora da(s) Graça(s)
A Igreja Paroquial, templo primitivo, é do século XII de aspecto simples e de estilo românico. Embora tenha sofrido grandes transformações conserva ainda hoje alguns aspectos daquele estilo.

#### História
Não sabemos, ao certo, a data da sua primitiva edificação. Um documento do século XIX afirma que em 1170 (data da primeira carta de foro da povoação) ainda não existia. Santa Rosa de Viterbo parece corroborar afirmando ser muito provável ter sido instituída “logo que começaram a afluir à Granja de Figueiró muitos povoadores, por motivo dos privilégios que lhes eram concedidos na Carta de Couto, sob o nome de Nossa Senhora de Figueiró da Granja”.
Há, no entanto, uma questão que, de alguma forma, faz-nos desconfiar do que nos diz Viterbo, refere A. Almeida Fernandes: o nome da Padroeira. De facto, no final do século XII, a nomenclatura “Nossa Senhora” ainda não era utilizada, pelo que, muito provavelmente, o nome original seria Santa Maria de Figueiró, sendo posteriormente alterado, então sim, para Nossa Senhora de Figueiró.
Monsenhor Pinheiro Marques afirma que “O título de Nossa Senhora de Figueiró ainda se conservava nos inícios de seiscentos (1610) sendo que a invocação de Nossa senhora da(s) Graça(s) aparece, pela primeira vez, em 1617. Terá sido, então, no primeiro quartel do século XVII que se mudou o nome do patronato da paroquial. No entanto, depois da data de 1617 ainda aparecerá, esporadicamente, o nome antigo da padroeira”.
Acreditava-se que seria sufragânea de S. Miguel, em Fornos, mas hoje temos documentos que comprovam que era anexa de Santa Maria de Algodres. Mais tarde – sem sabermos, ao certo, a data – terá passado a responder perante o próprio Mosteiro de São João de Tarouca, que apresentava o pároco e recebia as rendas eclesiásticas, sendo a congrua e as obras no edíficio da sua responsabilidade.
Monsenhor Pinheiro Marques escreve, “em 1551 foi elevada à dignidade de Abadia, apesar do Mosteiro ainda ficar com o direito de apresentação in solidum, não podendo o pároco renunciar sem o seu consentimento. Parece que o Mosteiro terá resistido à mudança e teimou em cobrar o dízimo que lhe havia sido retirado, o que terá provocado revolta entre a população. Reza a lenda que o povo amotinado chegou a maltratar o procurador do Mosteiro que se teria deslocado para cobrar o dízimo tendo-lhe, na altura, matado a besta em que se deslocava. Diz-se que é este episódio que terá dado origem à alcunha de Guímaros ao povo de Figueiró. Diziam os povos vizinhos: “Guímaros!, que comestes o cavalo e nem as ferraduras deixaste””.
Em 1559 - e ainda segundo Monsenhor Pinheiro Marques - com o consentimento do Rei D. Sebastião, é separada a igreja de Figueiró da jurisdição do Mosteiro retirando, não só todos os dízimos e rendimentos que estavam afectos à igreja mas também o direito de apresentação do pároco.

#### Templo
Com a porta principal virada, como era costume na altura e como acontece com praticamente todas as igrejas do atual concelho, a oeste, esteve, até ao século XX, situada no extremo nordeste da povoação – com o crescimento de novos bairros, hoje encontra-se praticamente no centro da povoação. O templo primitivo, talvez da época da instituição da igreja, no final do século XII/inícios XIII, deve ter sido muito simples, porventura de estilo românico cluniacense, tal como o é (era) o Convento de S. João de Tarouca, a que pertencia.
Sofreu imensas alterações ao longo dos tempos e do seu aspecto original pouco ou nada resta. A estrutura de hoje é praticamente toda do século XIX/XX, apesar de aproveitar elementos mais antigos. "Em 1933, e a expensas do povo, fizeram-se novas avultadas obras, sendo as paredes levantadas 2 metros, aproveitando-se a cornija antiga. Também a parede norte da sacristia foi levantada e nela se abriu uma ampla janela. Também na capela-mor e no corpo da igreja foram ampliadas as janelas e a fachada foi alteada em mais de 4 metros – ainda hoje se nota o acrescento, então feito. À direita ergue-se a nova torre, de 22 metros de altura, construída em 1938”, refere-nos Monsenhor Pinheiro Marques, contemporâneo das principais obras.
Uma vez dentro do templo, despertam logo a nossa atenção os dois altares laterais, o arco cruzeiro e o altar-mor, pela magnífica talha dourada que os reveste.
Os dois laterais, da Senhora do Rosário e de Santa Luzia (hoje Santa Luzia e a Nossa Senhora das Dores estão sobre 2 pequenas mísulas, ocupando os altares laterais o Sagrado Coração de Jesus e Nossa Senhora do Rosário), são primorosos, em estilo barroco. Têm a forma de elegantes baldaquinos, de colunas salomónicas, com dossel e cortinados em que predominam figuras angélicas juntamente com decoração vegetalista (parra). Foram dourados em 1740 - a mesma altura em que se pintou o camarim do trono, provavelmente pelo mesmo artista.
O tecto da capela-mor é apainelado em caixotões, de representação vegetalista (espécie de volutas ou conchas). Nas paredes esteve, outrora, representado o tetramorfos, numa pintura de fresco que é uma pena ter-se perdido. No pavimento havia pedras sepulcrais rasas, algumas com inscrições – alusão na visita pastoral de 1786 - também no adro podemos encontrar sepulturas. Nestes dois casos – a representação dos Evangelistas, em fresco, e as campas – Monsenhor Pinheiro Marques afirma ter ainda visto ambos, nos seus devidos lugares.

### Pelourinho
O pelourinho quinhentista, com cerca de quatro metros de altura, é uma estrutura em cantaria de granito, composta por soco octogonal de quatro degraus, estando o primeiro semi-enterrado no solo, de onde evolui a coluna de fuste octogonal e capitel tronco-piramidal invertido. Apresenta, na união, friso decorado com motivo cordiforme. Escudo adossado a NO do remate e circundado por motivo decorativo em forma de cabo. O campo de escudo apresenta nove compartimentos cavados nos quais figuram cinco besantes em aspa. Finalmente, o remate é encimado por coruchéu em forma de cilindro estriado ou esfera armilar muito rudimentar. Apresenta certas afinidades com os pelourinhos, no mesmo distrito, de Ínfias ou Casal do Monte. Terá sido edificado por volta da data em que D. Manuel outorga (1518) foral à povoação.

### Castro de Santiago
Localiza-se no topo do cabeço do Crasto, que tem o topónimo de Santiago e onde a crença diz já ter existido uma capela dedicada a este santo. Edificado há cerca de 4500 anos, é o vestígio arqueológico mais antigo da freguesia. Antes da chegada dos romanos, ao noroeste peninsular, era muito comum às populações autóctones agregarem-se à volta de uma estrutura fortificada, sempre construída em zonas altas, com naturais condições defensivas e de domínio sobre a envolvente, sempre junto de um curso de água e acesso a campos agrícolas e/ou zonas de caça.  Aqui, aproveitaram-se grandes penedos graníticos para a edificação de dois recintos fortificados. Escavações realizadas ao longo de 7 anos, permitiram identificar várias estruturas de cariz habitacional (cabanas e empedrados) e recolher abundante espólio arqueológico (cerâmicas lisas e decoradas, pontas de seta, "foicinhas", machados de pedra polida, mós manuais, pesos de tear).

### Capela de S. Pedro
Capela humilde mas antiga. Monsenhor Pinheiro Marques afirma que "já existia, pelo menos, em 1582, nessa altura no sítio da Lameira, ficando a este local, inclusive, associada a toponímia de S. Pedro Velho.  Em fins do século XVI mandou um visitador que o povo a mudasse para mais perto da vila, sendo escolhido para o efeito o sítio da Torre" – atual átrio do cemitério. Por detrás desta capela foi construído o cemitério, em 1879. Por essa razão acabou demolida e transferida, primeiro para a parte sudoeste do mesmo cemitério, depois para onde hoje se encontra, servindo, muitos anos, como capela mortuária.

### Capela do Mártir ou de S. Sebastião
Muito antiga. Era também edifício de telhado muito baixo e acreditamos que estava plantada, mais ou menos, onde hoje está a atual. Tinha um adro, com pequena escadaria de pedra que, do caminho, lhe dava acesso. Foi demolida em 1887 e substituída pela atual, com um pé direito um pouco mais alto. A imagem é de grande devoção na povoação, fazendo parte do calendário festivo.

### Capela de S. Silvestre
É uma ermida elegante, muito antiga, plantada no sítio a que deu nome, situado ao sul da povoação. De boas proporções e tamanho, circunda-a um também espaçoso adro, onde antigamente se fazia uma espécie de feira/romagem – o sagrado e o profano – no dia da festa. Foi praticamente refeita, em 1756 e com as esmolas dos devotos, no mesmo sítio onde se encontrava a primitiva. Interessante o pavimento calcetado que, muito provavelmente, já ali existia nos tempos do templo mais antigo. Talvez a capela mais interessante da povoação, em termos arquitectónicos.
Aqui se celebrou a missa paroquial, aos domingos, durante as obras de 1933. Aqui se fazia uma romagem dedicada a S Silvestre, no seu dia próprio, à qual concorriam muitos dsevotos da vila e das freguesias vizinhas, sobretudo de Fornos e suas quintas. As ofertas que se faziam ao santo eram chouriços, farinheiras, presuntos, cabeças e pés de porco e até porcos vivos. Ainda hoje se tira pelas portas a janeirinha de São Silvestre e mantêm-se a tradição da romagem, em procissão e missa, a 31 de Dezembro.

### Capela de Nossa Senhora da Copacabana
Situada no outeiro, foi construída e vinculada no século XVII, pelo padre Simão Soveral - que lá está sepultado com lápide e inscrição – e que até bem pouco tempo era propriedade de José de Albuquerque Corte Real. Fala-se de um altar de talha simples, de alguns painéis de boa lavra e da imagem, muito rara, mas nada ficou. Acabou reerguida a expensas do povo.
Monsenhor Pinheiro Marques refere a história associada ao nome: “este misterioso nome de Copacavana se tornou do lugar onde é venerada, que é uma vila do império Peruano, onde é venerada num convento de Agostinhos, com grande devoção pelos muitos prodígios. Encontrando-se ai um clérigo chamado Simão de Soveral, natural da vila de Fornos, e adoecendo gravemente, prometeu à Senhora que, se ela lhe desse vida e o levasse à sua pátria, lhe edificaria nela uma casa em que se colocasse uma imagem sua”. Foi para cumprimento desta promessa que o Padre Simão Soveral Tenreiro a mandou edificar e nela instituiu um vínculo de 9 missas, ligando-lhe muitas propriedades. O vínculo foi passando de mãos até chegar aos Albuquerque, de Fornos.
Já o Abade Vasconcelos – memória sobre Figueiró, de 1758 – diz que ao Santuário da Copacabana concorriam muitos devotos, em diversos tempos e dias do ano, a implorarem e a agradecerem os benefícios e milagres realizados. A freguesia da Muxagata só em 1910 deixou de cumprir este voto, que tinha lugar no domingo do espírito santo.

### Capela de Santa Eufêmia
Pequena capela mandada construir por devoção particular de Tiago Pedroso Correia de Lacerda, em 1905, no sítio da Torre, no local onde antigamente havia um nicho com pequeno alpendre coberto por telha, defronte de uma lapinha de pedra, onde hoje é o muro do pinhal. Nessa lapinha, estava pintada uma imagem da Santa. O povo canta: Milagrosa Santa Eufêmia, Viradinha para os pinhais, Só a ver se vê chegar, Alguma devota mais.

### Outros locais de interesse

#### Alminhas
pequenos altares relacionados com o culto dos mortos, tendo a função de solicitar, a quem junto delas passa, uma oração em favor das almas. São comuns no meio rural, com especial incidência no centro-norte do país, e datam maioritariamente dos séculos XVIII e XIX.

#### Cálvário
Hoje situado no “talegre”, a meio caminho do Castro de Santiago. Estava, primitivamente, situado defronte do cemitério, junto à capela de S. Pedro. Foi de lá retirado na mesma altura em que se mudou a capela, nos inícios do século XX. Assim, os passos começavam na igreja e terminavam junto ao cemitério.

#### Póvoa do Castro
Junto ao Castro de Santiago, existem hoje as ruínas desabitadas do que foi a chamada Póvoa do Crasto (corruptela). Todas estas casas ainda eram habitadas na segunda metade do século XX. Não deixa de ser estranha tal edificação, tão distante do aglomerado principal e em zona de poucos solos aráveis disponíveis. Alguns veêm nisso uma possível associação a judeus ou cristãos novos, apesar de nada se ter encontrado que comprove tal teoria. Na região, são comuns estes pequenos aglomerados, às vezes quase familiares, um pouco afastados da aldeia. Poderiam estes estar associados a fatores de produção específicos que beneficiariam de tal localização, mesmo que sazonalmente.

#### Aldeia das Cortes
Situada no limite da freguesia, junto à entrada de Vila Chã. Tem algumas parecenças com a Póvoa do "Crasto". Sabemos que ainda eram habitadas no início do século XIX mas não sabemos quando foram edificadas as habitações ou o porquê do local. Podemos encontrar em algumas casas do povoado pequenas inscrições (maioritariamente cruzes gravadas nos umbrais ou lintéis das portas) que alguns associam ao cripto-judaísmo.

#### Cruzinha
·A meio da coluna foi esculpida uma cruz grega (cruz de braços iguais) e a data de 1930. Sabemos, através de Monsenhor Pinheiro Marques, que a Estela estava ao abandono e por ele aqui foi colocada. Não sabemos a que período se reporta e não sabemos igualmente do que verdadeiramente se trata. À primeira vista diríamos tratar-se de uma estela funerária mas pode perfeitamente ser uma cruz associada à delimitação do antigo couto de Figueiró. Se atentarmos aos marcos utilizados pelos monges de Tarouca, na delimitação dos seus coutos, alguns deles eram encimados por cruzes muito semelhantes a esta. É importante lembrar que Figueiró foi couto de S. João de Tarouca, desde 1170 e até aos finais do século XVI.

#### Fonte da Vila
Encontra-se no que, antigamente, era a praça velha da vila, junto ao Pelourinho, Casa da Câmara e Cadeia, símbolos do antigo poder municipal da povoação. As colunas que hoje ostenta foram retiradas do alpendre da habitação que, noutros tempos, havia servido como Casa da Câmara.

#### Museu Paroquial de Arte Sacra
Situado na antiga casa paroquial de Figueiró da Granja, conta com um acervo importante ao nível da escultura, alfaias e paramentos litúrgicos. Destaque para um Menino Jesus c/ paramentos (séc XIX), Cristo Morto (séc XVIII), S. Bernardo (séc XVII), Custódia em prata cinzelada (séc XIX), Cruz Processional em prata cinzelada (séc XIX).

#### Nicho da Senhora dos Verdes
Devoção bastante arreigada em toda a beira alta, muito ligada à lavoura e à proteção das colheitas.

#### Sepulturas antropomórficas
Lameiras, depósito de água, S. Silvestre e Cabeços (c/ Vila Chã)

## Toponímia
Achamos importante começar por abordar a questão da toponímia e questionarmo-nos acerca dos vários topónimos associados, ao longo dos tempos, à povoação. Eles são, basicamente, três: “Figueroa” e todos os seus derivados (figairola, Figueiroa, Figueiros, Figueirô, Figueiroo e, finalmente, Figueiró), “da Granja” e “villa”.
Dos documentos mais antigos a que temos acesso (século XII), prevalecem os termos “Figueroa” (e seus derivados) e “villa”, dando a entender que o topónimo “da granja” é posterior. Analisemos, então, cada um dos topónimos individualmente, por forma a tentar - sempre no campo da dedução – justificá-los.
Sobre o topónimo “Figueroa” e seus derivados, Monsenhor Pinheiro Marques diz-nos que este vem da tradição de que existia, neste sítio, uma quinta ou herdade, na qual terá existido uma pequena figueira (figaira) que veio a dar o nome à povoação. E, porque a “figaira” era de pequeno porte, chamavam-lhe “Figairola”, diminutivo latino. Nunca saberemos se assim foi, mas sobre a quinta ou herdade que aqui existia, não restam dúvidas históricas; e a associação do topónimo “figueroa” e seus derivados a “pequena figueira”, parece-nos igualmente certo, não sendo, aliás, caso único no país.
O topónimo “villa” é, para nós, o mais interessante, por isso, vamo-nos debruçar um pouco mais sobre ele e, também, arriscar um pouco mais na sua justificação.
Desde o primeiro documento que refere a povoação, datado de 1146, que Figueiró é tratado por “villa”. Os próprios historiadores, que trabalharam sobre estes documentos, colocavam sempre a palavra entre aspas, como dizendo “apesar de lhe chamarem vila, não o é verdadeiramente”. E não era. Figueiró tornou-se, efectivamente, vila, mas muito mais tarde. Então porquê este topónimo, tão associado à povoação nos séculos XII e XIII, ainda antes desta se tornar vila? A justificação só pode ser tratar-se de tradição arreigada muito antiga, associada a este local. Assim, não nos escandaliza pensar que este topónimo venha ainda dos últimos tempos do império romano. Que aqui tenha existido uma villa romana e que, desta e após a desagregação do império romano do ocidente, se tenha formado aqui uma pequena povoação ou herdade, onde tenha o topónimo “villa” resistido ao passar dos séculos. Monsenhor Pinheiro Marques defende o mesmo.
Finalmente, o topónimo “da Granja” é pouco dado a controvérsias. Hoje, não temos qualquer dúvida que tem de ver com o facto de Figueiró ter sido, desde 1170 e durante muitos séculos, uma granja do Mosteiro de S. João de Tarouca.
Abaixo, transcrevemos A. De Almeida Fernandes, porque explica muito bem a questão do topónimo mas, também, porque a passagem permite-nos compreender que o historiador defende que o povoamento e a agricultura já existiam há muito tempo, quando os cistercienses chegaram a Figueiró, acreditando num povoamento muito mais antigo, o que não colide - e até se coaduna - com o que defendemos para o topónimo "villa".
"Aos monges de Cister de Tarouca não se devem, pois, nem o povoamento nem a agricultura locais, muito anteriores a eles, mas deve-se-lhes, sem dúvida, apreciável incremento. A granja não era o mesmo que Figueiró, embora situada no seu termo, mas foi ela que propiciou à abadia a criação deste município dentro do termo de Celorico (naquela altura). Compreende-se por essa diferença entre a granja e a “vila” de Figueiró, o determinativo toponímico desta: Figueiró da Granja – coisa bem diferente de Granja de Figueiró que, por isso, nunca foi".

## História
Os primeiros vestígios de povoamento, na região, datam do período de transição entre o Neolítico e o Calcolítico crendo-se que, naqueles tempos, a paisagem seria muito diferente. Com a entrada na era dos metais, agravam-se os conflitos armados e aumentam as necessidades defensivas, que acabarão por obrigar as populações autóctones a estabelecer-se no cimo de montes, aproveitando aqueles que, pela sua natureza, já eram propícios ao estabelecimento de um perímetro defensivo. É desta altura a edificação do Castro de Santiago.
A povoação, propriamente dita, deverá datar do tempo da chamada pax romana, pensando-se ter evoluído a partir de uma villa romana que aqui terá existido. Sustentamos tal afirmação na toponímia de ”villa”, desde sempre associada à povoação, assim como na arqueologicamente confirmada presença dos romanos, um pouco por todo o atual concelho de Fornos de Algodres. Monsenhor Pinheiro Marques menciona alguns vestígios romanos encontrados no sítio da Torre (próximo ao atual cemitério da povoação). No entanto, é importante frisar não haver qualquer prova definitiva acerca desta questão e da associação dos começos da atual povoação à época do império romano.
O primeiro documento histórico que temos, em que se menciona Figueiró, data de 1146 e trata-se de uma carta em que o nosso primeiro rei, Afonso Henriques, vende - a um tal Egas Gonçalves - a herdade que possuía na “villa Figueroa”. Mas não se pense que herdade, aqui, representa apenas uma parte do que são os limites da atual freguesia. Pelo contrário, os limites afirmados na carta – com Algodres, Fornos, Linhares, Celorico e Belcaide – parecem pressupor os atuais e, aliás, o mesmo confirmam outros documentos da época. Isto faz com que os limites de Figueiró estejam praticamente inalterados há, pelo menos, 872 anos.  
Posteriormente, e segundo Viterbo, Egas Gonçalves, “desenganado do mundo”, viria em 1161 a doar essa “Villa nostra de Figairola” ao Mosteiro Cisterciense de São João de Tarouca, doação confirmada pelo Papa Alexandre III, em 1163. Esta data faz com que, fora do couto inicial, esta seja das granjas mais antigas associadas ao Mosteiro. Os monges, como fizeram com muitas outras granjas, de imediato moveram as suas influências, procurando isentá-la de jurisdição temporal. Por um lado obter o couto a favor do mosteiro que, por ato de Afonso Henriques, é atribuído em 1170 – carta de couto à “villa que dicitur Figairola”, com os seus termos, como nele se definem; E, por outro lado, introduzir uma nova ordem “monástica” económica, com a obtenção de uma carta de povoação - que já pode ser considerado um verdadeiro foral - que será redigida em 1243, já durante o reinado de D. Sancho II.  

### Carta de couto da villa de Figueiró (da Granja, c. Fornos-de- Algodres), outorgada ao mosteiro de Tarouca. 1170, Agosto
BPV. – Mss. de Fr. J. S. R. Viterbo, “Provas e Apontamentos da Hist. Portugueza”, II, fl. 117 v.  (*)
In nomine S[anctae] et Individuae Trinitatis P[atris] et F[ilii] et S[piritus] S[ancti].   Ego domnus Alfonsus Dei gratia rex Portugalensium in honore d[omini] n[ostri] J[esu] C[hristi] et b[eatae] semper Virginis Mariae et S[ancti] Johannis Baptistae atque omnium sanctorum facio cautum in villa quae dicitur Figairola vobis domno Giraldo abbati S[ancti] Johannis de Tarauca et fratribus vestris tam presentibus quam futuris pro remedio animae meae et parentum meorum.   Sunt autem termini istius cauti per portum rivuli qui vocatur Cortizolo, ipso rivulo currente et cadente in Mondego et per illam stratam quae vadit ad Belcaire per portelam de Figairola Sicca et sicuti vadit ad foz de Vogas et inde ad locum quem vocant Maurum usque ad Mondego, ipso Mondego currente.   Si autem aliquis hoc factum meum irrumpere presumpserit sit maledictus et excomunicatus et cum Juda traditore in inferno dampnatus.   Insuper vero prefato loco S[ancti] Johannis persolvat quingentos solidos et domino terrae aliud tantum. Facta karta istius cauti mense Augusti Era M.ª CC.ª VIII.ª.   Ego domnus Alfonsus rex et filius meus domnus Sanctius rex hoc scriptum concedimus et propriis manibus r++oboramus.
Petrus notuit.
nota: Apesar da obtenção do couto, em 1170, aparece-nos um documento em que, no último quartel do século XII, os filhos de Pedro Gonçalves “Louzão” – irmão do doador Egas Gonçalves – reclamavam a pertença de Figueiró perante a coroa. Apurou-se, por inquirições mandadas realizar, que nada aí lhes pertencia, sendo o mosteiro considerado no seu dominium, por sentença do chanceler Julião, em 1195, em nome do Rei: “in causum ante curiam domini regis Sancii pro hereditare de Figueirola... ascito sibi Juliano notario regis”.
Foral de 1243, passado pelo Mosteiro de S. João de Tarouca
A carta de Figueiró ou “karta de populatione de Figueirola” é um foral que, como muitos outros da época, não consta de publicação. O seu conhecimento chega até nós através de referências ao mesmo, em documentação posterior. Foi passada em 1243, pela abadia “vobis Lª hominibus populatoribus de Figueiroo”, que já então contava com cinquenta casais.
Estas são as suas principais disposições:
Regulam-se os tributos: a oitava e décima do pão, do vinho, do linho e dos legumes, três moios e um sexteiro de pão e certas direituras (cada casal, “ou per cabezas de foro”, uma teiga de trigo na eira, além de dezasseis dinheiros “pro foro”.
Estabelecem-se as multas criminais: “dois maravedis por homicídio, por rousso e por m**da em boca” e a terça parte pelo furto, “et de aliis calumpniis secundum forum de terra”
Regula-se a conduta do mau vizinho: até à terceira vez “sit inde castigatus” e, se não quiser endireitar-se, pagará seis maravedis (três para a abadia e três para o concelho local).
Legisla-se sobre vendas: apenas a pessoa tal que faça o foro;  e definem-se as normas de eleição do juiz pelos habitantes, entre um deles, cada ano, ficando ele no seu ano dispensado da teiga do trigo e dos dinheiros.
Estabelecem-se as normas de recepção na granja ou na “villa” ao abade ou ao celareiro da abadia, quando aí for, “nobis tamquam dominis suficiente in expensis providere”.
O mosteiro compromete-se a defender estes seus vassalos e a pagar ao abade de Santa Maria de Algodres - paróquia a que, como se vê, Figueiró pertencia - a assistência religiosa, em missas, confissões e comunhão - “sicut costume este t usus inter nos et illum… sicut scriptum est in carta vetera quam habemos cum illo prelato de Algodres” – Esta pequena passagem, em latim, mostra que já anteriormente houvera outras providências encartadas, da abadia para a sua granja e respectivos moradores.
nota1: Em 1247, o mosteiro recorre à “enfiteuse”, emprazando aos moradores, por “carta de prazo perpétuo”, todas as terras que já trabalhavam há mais de um século ou, inclusive, todas as que viessem a cultivar no futuro. A partir daqui a povoação vai desenvolver-se com grande vigor. É interessante esta questão aparecer apenas 4 anos após a outorga de foral, por poder pressupor que ficaram questões por resolver, entre os habitantes do novo concelho e o seu senhorio, a Abadia de Tarouca.
nota2: Das inquirições de 1335 sobre os coutos do mosteiro, vê-se que a eleição do juiz e a escolha do mordomo da abadia se processavam aqui como noutros coutos do mosteiro, já conhecidos: Oliveira, Cerdeira, etc. No entanto, o juiz de Figueiró tinha mais poderes que, por exemplo, o de Oliveira, o qual podia condenar à pena capital, mas não mandá-la executar no couto: “o juiz que assy é posto no dicto couto (Figueiró) pelos abbades do dicto moesteyro ouve tôdolos fectos cevys como crimynaes e prende e manda prender e soltar e manda açoutar e enforcar”. A razão da diferença é que aqui se instituía um concelho bastante qualificado pela carta, o que nos outros casos, embora municipais, mas não em tal grau, não sucedia, por circunstâncias que nos escapam, mas que podem estar no facto de se tratar de regiões de antigo povoamento, ao contrário do caráter mais recente e do grande municipalismo, nesta região.
nota3: Acredita-se que é em 1392 que se dá a transferência ou subemprazamento das rendas pertencentes ao convento, por uma quantia anual, à família Osório, cujos descendentes se passaram a intitular "Senhores de Figueiró da Granja", apesar do senhor, de factum e como nos comprova o foral de 1518, continuar a ser o Mosteiro de S. João de Tarouca.
Passávamos, então, a ter a vila de Figueiró com o seu termo, constituída em couto do, diz a tradição, primeiro Mosteiro da Ordem de Cister a estabelecer-se em território nacional (hoje sabemos que foi S. Cristovão de Lafões, também nesta região da beira alta, o primeiro mosteiro cisterciense, em Portugal). Os moradores eram colonos livres e ingénuos e não servos fiscais - Os monges arrendavam as terras do couto aos moradores e recebiam deles determinada renda, em géneros - Por seu lado, o convento fazia construir casas de habitação, pela qual recebia uma outra pequena renda, chamada de casarias. Já em meados do século XIII - e através da carta de foral passada à povoação, pelo Mosteiro de S. João de Tarouca, em 1243 - Figueiró passa a assumir estatuto concelhio. Mais complicado é datar, ainda que aproximadamente, a passagem da povoação a vila. Sabemos apenas que no reinado de D. Afonso V já gozava de tal estatuto. A grande dificuldade aqui é a questão já explicada da toponímia e da frequente confusão entre "villa" e "vila".
No século XVI, e sob o reinado de D. Manuel I, Figueiró vê renovado o seu foral, a 24 de Julho de 1518.

### Foral pera Figueyro da Granja do Mosteiro de Sam Joham de Tarouca, da Ordem de Sam Bernardo dado pollas inquirições
Dom Manoel por graça de Deus Rei de Portugal e dos Algarves daquém e dalem mar em Africa, Senhor da Guiné e da Conquista Navegação e Comercio da Ethiopia Arábia Persia e da India. A quantos esta Nossa Carta de Foral dado à Villa e Concelho de Figueiro da Granja virem fazemos saberque por bem das diligencias e isames e inquirições que em nossos Reynos e Senhorios mandamos geralmente fazer, pera justificacam e decraração dos Foraes deles. E por algumas Sentenças e Determinações que com os do Nosso Concelho e Leterados fazemos; Acordamos que as rendas e direitos se devem hy darecadar na forma seguinte:
Mostrasse polla dita particular inquiriçam que o dito mosteiro e ordem tem no dito lugar o nouena – de nove hûm de todo pam vinho e llinho que se colher no limite do dito lugar. E isto de racam. E o dito pam levam aa tulha e o vinho ao celleyro e adega da dita villa. E o llinho manda por elle o senhorio ao temdal.
E pagam mais todollos moradores do dito lugar hû fôro que se chama de casarias – cinquoenta alqueyres de trigo medidos polla medida velha a joeira. E de cemteo outros cinquoenta alqueyres polla dita medida. O qual fôro se paga por natal de cada hûm anno. E mais com cada quarteyro de trigo, quatro ceytys. E os moradores e foreyros sobreditos tem a propriedade das ditas terras com os ditos foros pera as poderem livremente vender dar e trocar sem nehûa cautela nem diligencia nam sendo a pessoa defesa em dito e isto como dito foro. O montado dos gados de fora que hy vierem pacer sem vizinhança ou avença que tenham com ho concelho pagaram de gaado vacum que não for darado ou de corte a seis reães por cabeça. E do miúdo um real. E esta renda he repartida por meyo amtre o concelho e o senhorio.
E os maninhos e terras novas se daram pollo senhorio segundo he costume em que estam com limitacam que guardará na dada das taais cousas nossas ordenaçoões e não se dando nas saydas e logramentos dos outros moradores.
E nam averá no dito logar dizima das sentenças nem pena de sangue nem arma nem permissão de tabalhaaes visto como nunca se hy levaram nem por comseguinte coutadas nem moendas tributarias aa dita ordem.
E decratamos que averá Rellego no dito logar pera os vinhos somente da nouea os três meses de junho julho e agosto de cada hûm anno nos quaes se nam venderá nenhum vinho atavernado na dita villa senam o das ditas nouenas E por grosso poderam vender os do lugar ou levar para onde quiserem sem pena. E quem hy sem liçêca vender atavernado pagará noue reaaes polla primeira e polla segunda vez perderá o vinho pera ho Rellego. E se o vinho das nouenas se vender ante que os três messes sejam passados nam durará mais o tempo do dito Rellego. E qualquer do pou poderá hy vender os vinhos que quiserem sem nenhua obrigacam nem pena. E se o vinho das nouenas for tanto que se não possa vender nos ditos três messes não se venderá hy mais atavernado.
E o gado do vento y a portagem e a pena do Foral he tal como celloryco da beyra.
Dada em nossa muy nobre e sempre leal cidade de Lixboa as vinte e quatro dias do mês de julho Ano de nascimento de Nosso Senhor Jesus Xpõ de mill e quinhentos e desoyto.
Vai escrito ho próprio original em oyto folhas e meya – e sob escrito por mim fernam de pina
(Torre do Tombo – Livro dos Forais Novos da Beira, fl. CLVI, v, col 1ª)

### Invasões Francesas
Já no século XIX, Figueiró ficou igualmente associado a outro acontecimento de grande impacto, em Portugal. Porque, em Setembro de 1810, a 3ª invasão francesa passou por estas terras, tendo deixado um rasto de grande violência e destruição. Monsenhor Pinheiro Marques assim o afirma.
O atual concelho de Fornos, ao contrário do que havia sucedido nas duas primeiras invasões, sofreu bastante com a invasão de Massena. Primeiro, e ironia da história, às mãos e a mando do próprio Wellington, que aqui esteve estacionado com as suas tropas (Viseu, Trancoso e Celorico) e que, após retirar para o Buçaco, assume uma política de terra queimada. Depois, às mãos do próprio exército Francês. Os exércitos invasores avançaram sobre Viseu em 2 colunas – uma seguiu por Pinhel e Trancoso; e outra seguiu pela Guarda, Celorico, Figueiró e Fornos, ambas em direção a Mangualde e tendo como objetivo máximo a tomada da cidade de Viseu. Talvez enraivecidos pela política de terra queimada e pelo facto de encontrar as vilas e cidades praticamente desertas assim como pontes destruídas - destruiram-se as pontes de Juncais e Ponte Nova – os franceses atravessaram o Mondego em pontes formadas por carros de bois trazidos das aldeias próximas - ambas as colunas deixam para trás um rasto de destruição.

### Em Figueiró contam-se ainda outros factos ocorridos nessa ocasião
Tereza de Valverde andava fugida pelas matas dos barrocais, com o fim de se furtar a vexames, violências e para melhor proteger a sua honra, besuntou a cara com mel misturado com terra negra e milho paínço – um soldado francês encontrou-a mas achando-a tão feia e asquerosa, nada lhe fez.
Uma outra mulher, de nome Tereza Furtado, vendo em perigo a honra das suas 2 filhas, assaltadas por soldados no seu moinho da musga, defendeu-as com valentia e por fim resgatou-as por dinheiro, atirando aos soldados, num gesto de cólera e indignação, uma bolsa cheia de moedas.

### A refrega da Ferraria, a 22 de Março de 1811
Os exercitos de massena foram derrotados no Buçaco, em 27 de Setembro, e prosseguindo para sul, em direção a Lisboa, não conseguiram passar as linhas de Torres, pelo que se viram forçados a retirar, já em 1811, sempre acossados na retaguarda pelas tropas anglo-lusas, com constantes refregas, uma delas no nosso concelho, no sítio da Ferraria, em Figueiró da Granja.
Na retirada, os exércitos franceses seguiam por Gouveia e Celorico, em direção à Guarda, e estando as forças anglo-lusas, comandadas por um coronel de nome Wilson, do lado de Fornos e o regimento francês estacionado em Celorico, este último, temendo um ataque pela retaguarda, destacou uma brigada para Figueiró. Quando o Coronel Wilson se inteirou disto, foi ao seu encontro com as suas tropas, quase todas constituídas por "milícias portuguesas", tendo-lhes causado 7 mortos e a perda de 5 cavalos, 36 cavalgaduras e 4 bois. As forças Luso-Inglesas só tiveram 2 feridos. (Esta informação pode ser encontrada no livro, "Historia da Guerra Civil e do Estabelecimento do Governo Parlamentar", de José da Luz Soriano, página 381)
Em Figueiró dizia-se com orgulho: em 1810, Portugal calcado aos pés; em 1811 Portugal rijo como bronze.
Na sequência da “Revolução de Setembro”, a reorganização dos municípios, aprovada por Decreto de 6 de Novembro de 1836, extinguiu centenas de concelhos em todo o reino. Foi então criado um concelho “d’ Algodres”, aí sedeado, que integrava os antigos concelhos de Algodres, Fornos, Figueiró da Granja, Matança, Infias, Casal do Monte e Penaverde. Decorridos poucos meses, o referido Decreto foi alterado, passando a determinar a passagem da sede do concelho para a vila de Fornos de Algodres e a desanexação das freguesias de Dornelas, Forninhos e Penaverde (do extinto concelho de Penaverde), que transitaram para o concelho de Aguiar da Beira (permanecendo no novo concelho de Fornos a freguesia de Queiriz, que também pertencera a Penaverde).